# 笑いの王国
『笑いの王国』（わらいのおうこく）は、1991年4月7日から1992年3月29日まで一部テレビ朝日系列局で放送されていたテレビ朝日・テレテック共同製作のお笑い番組（演芸番組）。放送時間は毎週日曜 12:00 - 12:45 （日本標準時）。

## 概要
司会は、日曜15:00枠で放送されていた『ザ・テレビ演芸』から引き続き西川きよしと松居直美が務めた。番組前期においては通常の演芸番組のような構成で始まっていたが、後期になるとテコ入れでクリーニング店を舞台にした吉本新喜劇風のコメディーショーに変わり、合間合間に演芸を挟む構成へと移行した。ザ・テレビ演芸の「とび出せ笑いのニュースター」に相当する勝ち抜き新人オーディションコーナーもあったが、審査員は5人から3人に減っていた。

## 出演者

### 司会
- 西川きよし
- 松居直美

### その他の主な出演者
- 堺すすむ - 番組後半の一部分にて「謎の男フラメンコマン」として登場した。

| テレビ朝日 日曜12:00枠                                | テレビ朝日 日曜12:00枠                      | テレビ朝日 日曜12:00枠                            |
| 前番組                                                | 番組名                                      | 次番組                                            |
| ----------------------------------------------------- | ------------------------------------------- | ------------------------------------------------- |
| 人生クイズ 冠婚葬祭 （1990年10月7日 - 1991年3月31日） | 笑いの王国 （1991年4月7日 - 1992年3月29日） | 報道多チャンネル （1992年4月5日 - 1993年9月26日） |